# European Astronomical Society
Die European Astronomical Society (EAS) ist eine Organisation zur Förderung der Astronomie in Europa mit Sitz in Genf.

## Geschichte und Tätigkeit
Die 1990 gegründete EAS ist eine Vereinigung von Fachastronomen unabhängig von ihrem Arbeitsgebiet, Wohnsitz oder Herkunftsland. Zusätzlich können Vereinigungen, Verlage und Non-Profit-Organisationen institutionelle Mitglieder werden. Die EAS befasst sich mit Anliegen, die im Interesse der astronomischen Gemeinde auf europäischer Ebene behandelt werden müssen. Sie arbeitet dabei mit nationalen astronomischen Vereinigungen und europäischen Forschungsorganisationen zusammen.
Die EAS organisiert Fachtagungen, insbesondere die jährliche European Week of Astronomy and Space Science (EWASS), verleiht seit 2008 den Tycho-Brahe-Preis und fördert die Kommunikation der europäischen Astronomen über Rundbriefe, Tagungsbände und eine Jobbörse.